# SCREAM (2NE1の曲)
「SCREAM」（スクリーム）は、2NE1の2枚目のシングル。2012年3月28日にavex traxから発売された。

## 概要
前作「GO AWAY」から約5ヶ月ぶりのシングル。表題曲は、m-floのVERBALが作詞を手がけた。
「COLLECTION」と同時発売。

## 収録曲

### CD
1. SCREAM
  - 作詞：TEDDY / VERBAL 作曲：TEDDY / DEEP
  - H.I.S.台湾キャンペーンCMソング
2. FIRE
3. SCREAM (INSTRUMENTAL)
4. FIRE (INSTRUMENTAL)
5. SCREAM (m-flo Remix)

### DVD
DVD1
1. SCREAM ＜MUSIC CLIP＞
2. MAKING MOVIE
3. 2NE1 in Philippines

DVD2
1. 2NE1 TV SEASON3 HIGHLIGHT